# کورکورهای سربی
کورکورهای سربی (نام علمی: Ictinia) سرده‌ای از پرندگان، از خانواده بازان است.

## گونه‌ها
این سرده شامل دو گونه است:
| نگاره | نام علمی                 | نام رایج        | پراکندگی                            |
| ----- | ------------------------ | --------------- | ----------------------------------- |
|       | Ictinia mississippiensis | کورکور می‌سی‌سی‌پی | ایالات متحده                        |
|       | Ictinia plumbea          | کورکور سربی     | شرق مکزیک تا پرو، بولیوی و آرژانتین |

هر دوی این گونه‌ها بومی قاره آمریکا هستند. نام Ictinia اولین بار توسط Vieillot در سال ۱۸۱۶ منتشر شد.